# 克劳斯·朗霍夫
克劳斯·朗霍夫（德語：Klaus Langhoff，1939年12月5日—），德国前男子手球运动员。他曾代表东德国家队参加1972年夏季奥林匹克运动会手球比赛，结果队伍获得第四名。